# برواليا جميلة
برواليا جميلة (الاسم العلمي:Browallia speciosa)  هو نوع من النباتات يتبع جنس برواليا من الفصيلة الباذنجانية.